# セヴェルス・セボフト
セヴェルス・セボフト（シリア語 (マクロランゲージ): ܣܘܪܘܣ ܣܝܒܘܟܬ Severus Sebokht、575年 - 667年）は、ニシビスのセボフト（Seboukt of Nisibis）とも呼ばれ、シリア人学者・僧侶でシリアのニシビスに575年に生まれ、667年に歿した。

## 生涯
彼の若い頃の生涯は殆ど知られていないが、7世紀のシリアで指導的な役割を果たした人々のひとりだった。彼はニシビスの学校で教えていた。612年東方キリスト教会での教義論争のためそこを去った。彼はシリア正教会の一員だった。彼はケンネシュレーの修道院に住み、そこはユーフラテス川河畔近くに位置していた。 彼の学生だったエデッサのヤコブ (708年死去)は、"キリスト教ヘレニズム"の主たる代表者である。

## 業績
彼はアリストテレス哲学の教師であり、638年に三段論法の論文を書き、ペルシア人パウルスのアリストテレス注釈をシリア語に翻訳した。
彼に関する主な伝説はインド数字をイスラム世界へ導入したことである。彼は恐らく最初にインドの数字方式に言及したシリア人だった。

## アストロラーベ
彼はアストロラーベに関する論文も書いている。論文は25章からなり、天体の動きの測定を詳細に解説している。

## 関連資料
- インドとアラビア式数字の歴史（英語版）
- アストロラーベ
- ペルシア人パウルス（英語版）